# Бойківка
Бо́йківка — село Шахівської сільської громаді Покровського району Донецької області, в Україні.

## Історія

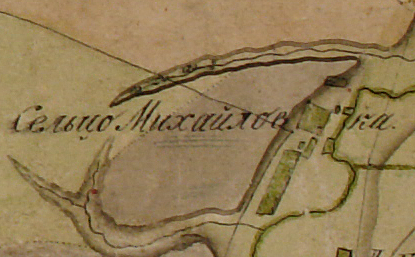
Бойківка на карті складеної в 1790-х роках.

У 1945 р. в Бойківку були переселені лемки з села Розстайне, однак через жахливі умови життя переселенці втікали на захід України.
27 липня 2015 року  село ввійшло до складу новоствореної Шахівської сільської громади.